# Depratella
Depratella es un género de foraminífero bentónico considerado un sinónimo posterior de Neofusulinella de la subfamilia Schubertellinae, de la familia Schubertellidae, de la superfamilia Fusulinoidea, del suborden Fusulinina y del orden Fusulinida. Su especie tipo era Neofusulinella giraudi. Su rango cronoestratigráfico abarcaba el Moscoviense inferior (Carbonífero superior).

## Discusión
Clasificaciones más recientes incluirían Depratella en la superfamilia Schubertelloidea, y en la subclase Fusulinana de la clase Fusulinata.

## Clasificación
Depratella incluye a las siguientes especies:
- Depratella giraudi †
- Depratella hoabinhensis †